# クロード・ランズマン
クロード・ランズマン（Claude Lanzmann, 1925年11月27日 - 2018年7月5日） は、フランスの映画監督。

## 人物
ホロコーストを扱った9時間30分に渡るドキュメンタリー『SHOAH ショア』（1985年）で知られる。2010年、ヴェルト文学賞を受賞。
2018年7月5日、パリの自宅にて死去。92歳没。

## 監督作品
- Pourquoi Israel （1973年）
- SHOAH ショア Shoah （1985年）
- Tsahal （1994年）
- Un vivant qui passe （1999年）
- ソビブル、1943年10月14日午後4時 Sobibor, Oct. 14, 1943, 4 p.m （2001年）
- Lights and Shadows （2008年） 短編
- Le rapport Karski （2010年） テレビ映画
- 不正義の果て Le dernier des injustes （2013年）